# Опувани до
Опувани до је понорница на северној падини Велике Јастребице у планинском венцу Орјен у Црној Гори. Простор понорнице је велико уточиште за аркто-алпску и алпску биоту у региону са топлим зимама. Чести циклуси смрзавања-одмрзавања стварају повољне услове за периглацијално формиране карактеристике (тј. солифлукција, периглацијално узорковано тло). Понор се налази на 1584 метара надморске висине и састоји се од 4 међусобно повезана понора. Одлив хладног ваздуха је на 1647 метара, а дубина басенске атмосфере је 63 метра.
Године 2020. пријављена је реликтна популација алпског даждевњака (Salamandra atra).
Опувани до је на планини Орјен на Бијелој гори, која је дио високог крашког понора.
Најближа метеоролошка станица која даје званичне податке метеоролошке службе налази се на Црквицама. Пошто се налази на надморској висини од 940 м, мерења температуре нису репрезентативна за локалну микроклиму понора.
Да би се добили прецизнији подаци за атмосферу локалног басена, регистратори података о температури су инсталирани кроз финансирани пројекат на Одсеку за географију Универзитета Лудвиг Максимилијан у Минхену од августа 2020.